# 1108

## Починали
- 29 юли – Филип I, крал на Франция